# Thomas Städtler
Thomas Städtler (* 21. Juni 1957 in Feuchtwangen; † 3. Juni 2024 in Heidelberg) war ein deutscher Romanist, Sprachwissenschaftler und Hochschullehrer.

## Leben und Wirken
Thomas Städtler studierte Anglistik und Soziologie an der Universität Augsburg, der Universität Barcelona und der Universität Heidelberg, wo er 1987 mit einer sprachwissenschaftlichen Dissertation promovierte. Anschließend wurde er wissenschaftlicher Mitarbeiter am „Dictionnaire étymologique de l’ancien français“, das die Heidelberger Akademie der Wissenschaften herausgab. Im Rahmen einer Gastprofessur an der Universität Nancy erwarb er dort die Venia Legendi. Nach einer Umhabilitation an der Universität Freiburg/Br. lehrte er dort von 2008 bis 2013 als Privatdozent und seit 2013 als außerplanmäßiger Professor. In Lehre und Forschung beschäftigte er sich vor allem mit der altfranzösischen Sprache und der Lexikografie.

## Veröffentlichungen (Auswahl)
- Zu den Anfängen der französischen Grammatiksprache. Textausgaben und Wortschatzstudien (= Beihefte zur Zeitschrift für romanische Philologie, Bd. 223). Niemeyer, Tübingen 1988, ISBN 3-484-52223-2 (= Dissertation Universität Heidelberg).
- Für eine philologische Interpretation altfranzösischer Motettentexte. In: Martin-Dietrich Gleßgen/ Franz Lebsanft (Hrsg.): Alte und neue Philologie (= Beihefte zu Editio, Bd. 8). Niemeyer, Tübingen 1997, S. 189–200, ISBN 3-484-29508-2.
- Zwei Fragmente des verschollenen altfranzösischen Heldenepos Chanson de Croissant. In: Wolfgang Schmitz (Hrsg.): Bewahren und Erforschen. Beiträge aus der Nicolaus-Matz-Bibliothek (Kirchenbibliothek) Michelstadt. Festgabe für Kurt Hans Staub zum 70. Geburtstag. Stadt Michelstadt 2003, S. 282–305, ISBN 3-924583-43-9.
- (Hrsg.): Wissenschaftliche Lexikographie im deutschsprachigen Raum. Winter, Heidelberg 2003, S. 33–47, ISBN 3-8253-1526-6.
- Zur Behandlung von Euphemismen in der historischen Lexikographie des Französischen. In: Franz Lebsanft/Martin-Dietrich Gleßgen (Hrsg.): Historische Semantik in romanischen Sprachen (= Linguistische Arbeiten, Bd. 483). Niemeyer, Tübingen 2004, S. 129–139, ISBN 3-484-30483-9.
- Warum eine Dame bei Marie de France ihrer Nase verlustig ging. Zu Vers 235 des Lai „Bisclavret“. In:  Ditte Bandini (Hrsg.): Früchte vom Baum des Wissens. Winter, Heidelberg 2009, S. 435–442, ISBN 978-3-8253-5547-0.
- Die evolutive Lexikografie am Beispiel der Geschichte des Dictionnaire du Moyen Français. In: Zeitschrift für französische Sprache und Literatur, Bd. 120 (2010), S. 1–13.
- Von der Unmöglichkeit, ein Wörterbuch des Altfranzösischen zu schreiben. In: Stephen Dörr/Thomas Städtler (Hrsg.): Ki bien voldreit raisun entendre. Mélanges en l’honneur du 70e anniversaire de Frankwalt Möhren (= Bibliothèque de Linguistique Romane 9). Éditions de linguistique et de philologie, Strasbourg 2012, S. 247–258.
- (Mithrsg. u. Mitkommentor): Guillaume de Digulleville / Le pelerinage de vie humaine. Zwei Bände. Wissenschaftliche Buchgesellschaft, Darmstadt 2013, ISBN 978-3-534-24042-5.
- (Hrsg.): Guillaume de  Digulleville / Die Pilgerreise ins himmlische Jerusalem. Lambert Schneider, Darmstadt 2014, ISBN 978-3-650-40004-8.
- (Mithrsg.): Ovide moralisé. Zwei Bände. Société des anciens textes français. Paris 2018, ISBN 978-2-906867-11-6.
- Der Rest ist nicht Schweigen, sondern mehr – aber was genau? Afr. sorplus. In: Anna-Susan Franke/Vicente Álvarez-Vivez (Hrsg.): Romaniae Pontes. Beiträge zur Sprache in der Gallo- und Iberoromania. Lang, Berlin 2018, S. 351–363, ISBN 978-3-631-72982-3.